# Kulík dvoupruhý
Kulík dvoupruhý (Anarhynchus bicinctus) je dlouhokřídlý pták z čeledi kulíkovití, který hnízdí pouze na Novém Zélandu, avšak větší část populace zimuje v jihovýchodní Austrálii. Ekologií i vzezřením se jedná o typického bahňáka, jehož výskyt je vázán na vodu, u které hnízdí i shání potravu.

## Systematika
Druh byl formálně popsán v roce 1827. Utváří 2 poddruhy s následujícím rozšířením:
- A. b. bicinctus Jardine & Selby, 1827 – Severní, Jižní a Stewartův ostrov, Chathamské ostrovy;

- A. b. exilis Falla, 1978 – Aucklandovy ostrovy.

Druhové jméno bicinctus pochází z latinského bi („dva“, „dvojmo“) a cinctus („opásaný“, „okroužkovaný“). Podle studie z roku 2015 jsou nejbližšími příbuznými druhu kulík novozélandský (Anarhynchus obscurus) a kulík křivozobý (Anarhynchus frontalis).

## Rozšíření a populace
V době hnízdění jsou kulíci široce rozšíření napříč všemi třemi hlavními novozélandskými ostrovy (Severní, Jižní, Stewartův), Chathamskými ostrovy a i některými menšími ostrovy. Populace z Chathamských a Aucklandových ostrovů je stálá, avšak populace z ostatních částí Nového Zélandu migruje na zimu i stovky kilometrů daleko. Kulící hnízdící ve výše položených oblastech Jižního ostrova zimují v Tasmánii a jihovýchodní Austrálii. Jiné populace kulíků zase zalétávají na zimu na pacifické ostrovy (Kermadekovy ostrovy, Nová Kaledonie, Vanuatu, Fidži).
Celkový počet kulíků dvoupruhých se odhaduje na 19 000 (odhad z roku 2020) až 50 000 (2021).

## Popis

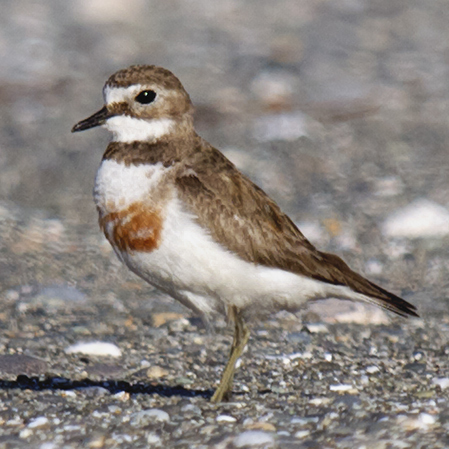
Dospělec ve svatebním šatu

Kulík dvoupruhý dosahuje délky těla 20 cm a váhy kolem 60 g. Jeho opeření má komplikované komplexní vzory závisející na stáří, pohlaví a ročním období. Hnízdící dospělec má bílou spodinu s výraznými dvěma límci: tenkým černým límcem na spodní části krku a o něco níže na hrudí se nachází široký kaštanový límec. Samci mívají tyto pruhy sytěji zbarvené než samice, a mívají navíc černé linky přes oči a tmavou linku podél vrcholu čela. U nehnízdících jedinců se tyto pruhy vytrácí, přítomen je pouze šedožlutý límec v oblasti horní části hrudi. Svrchní část těla je převážně šedohnědá. Zobák je krátký a tmavě hnědý, oči černé, nohy žlutošedé až nazelenalé.

## Biologie
Na zimovištích se shlukují do hejn, v době hnízdění jsou však převážně samotářští. Vokálně se projevují rychlým či-ré-a-ré s důrazem na druhou slabiku. Při obraně teritorií vydávají hlasité, vysoce položené pit nebo čip.

### Hnízdění

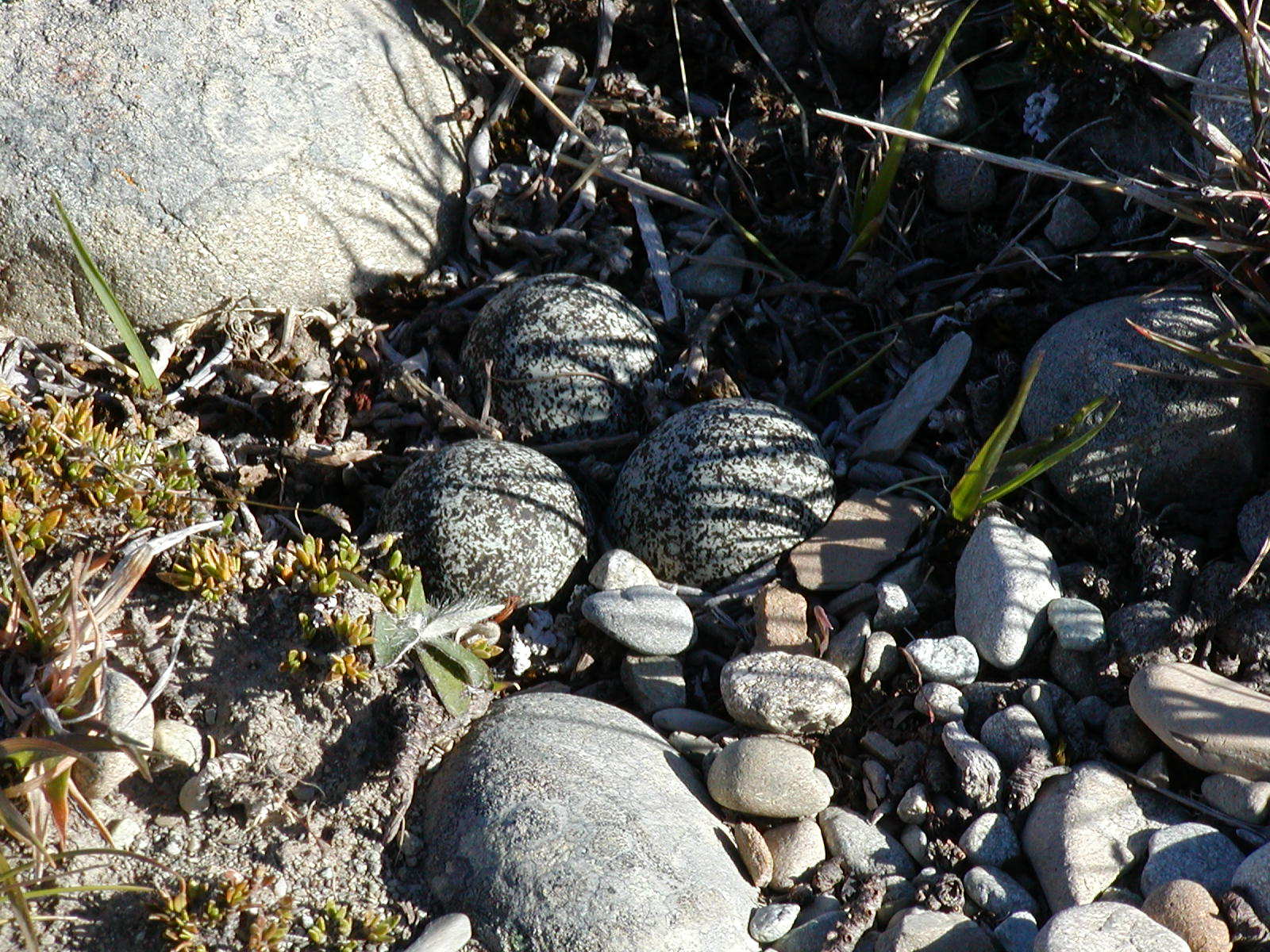
Snůška kulíka dvoupruhého

Hnízdní habitat druhu tvoří hlavně oblázková široká koryta divočících řek, zčásti i otevřená, rovná či mírně svažitá prostranství. Hnízdí na zemi, vejce klade do mělkého důlku připraveného samcem. Hnízda kulíků bývají od sebe vzdálena nejméně 50 m. Na hnízdiště na Severním ostrově kulíci dolétají v červnu a červenci, na studenější Jižní ostrov až v srpnu a září. Vejce jsou klade od července do listopadu. Samice klade 2–4, nejčastěji 3 vejce o rozměrech 34×25 mm a váze 12 g. Vejce bývají šedavá, hnědavá až nazelenavá s černými flíčky a skvrnami. Inkubují oba partneři po dobu kolem 26 dní. Zatímco samice inkubuje především za dne, samec sedí na vejcích v noci. Klubání mláďat je synchronní, tzn. rodí se ve stejný čas. Ptáčata se osamostatňují ve věku 5–6 týdnů, k prvními zahnízdění dochází nejčastěji již v 1. roce života. Může se dožít nejméně 12 let.

### Potrava

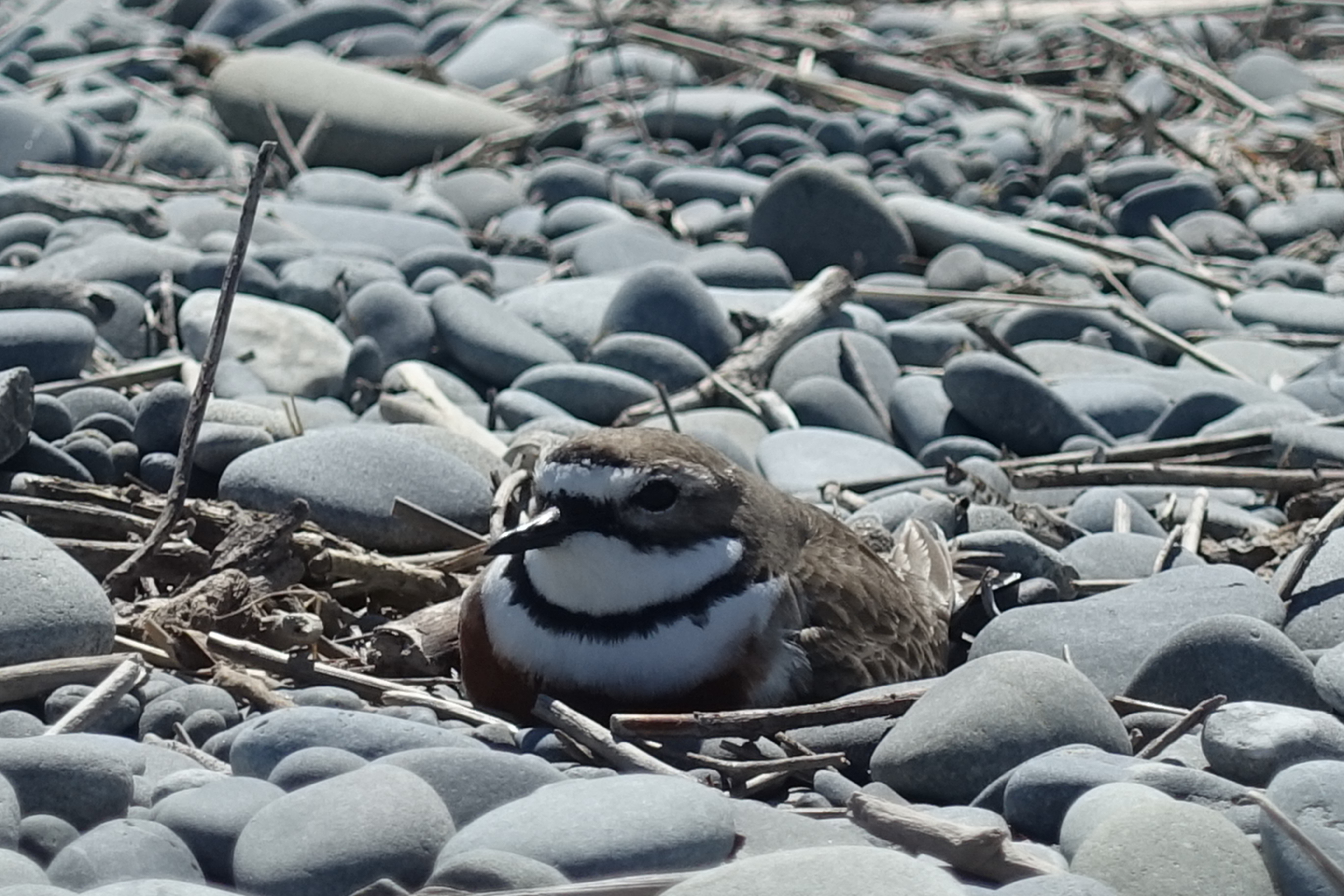
Kulík dvoupruhý při inkubaci

Živí se vodními a suchozemskými bezobratlými živočichy, které nachází v měkkých substrátech jako je písek, louky nebo watty. Podobně jako ostatní kulíci, i kulík dvoupruhý loví zrakem. Na suché zemi se nejdříve rozběhne, zastaví, vizuálně hledá kořist, ke které vykročí a sezobne ji. Při krmení v mělké vodě typicky jen běží, zastaví se a sezobne kořist. K příkladům pojídaných bezobratlých patří brouci, polokřídlí nebo dvoukřídlí. V oblasti Western Port (Victoria, Austrálie) byla nejvýznamnější kořistí zimujících kulíků krab Macrophthalamus latifrons.

## Ohrožení
Mezinárodní svaz ochrany přírody hodnotí druh jako téměř ohrožený. Druh je ohrožen zejména invazivními druhy savců v místech svých hnízdišť (lasicovité šelmy, hlodavci), kteří způsobují, že celková populace klesá. Problémem je i degradace hnízdního habitatu následkem jeho zarůstání invazivními druhy rostlin, svádění vody z řečišť pro zemědělské účely, rušení lidmi nebo zánik hnízd následkem povodní. V minulosti byl druh střílen, od roku 1908 však lov ustal poté, co kulíci začali být chráněni zákonem.